# Semestersvenskar
Semestersvenskar är ett svenskt tv-program från 2009 som sändes på TV4 under vår-vintern. Under programmet får man följa ett gäng reseledare och turister på ett av Fritidsresors hotell i Phuket, Thailand. Programmet fälldes av Granskningsnämnden för radio och TV för sponsringen av Fritidsresor och senare dömde Förvaltningsrätten TV4 till böter på 150 000 kronor.
Reseledarna:
- Anton, 22 år, Visby
- Irma, 23 år, Stockholm
- Therese, 26 år, Kungälv
- Fredrik, 23 år, Malmö
- Anna Karin, 27 år, Vasa, Finland
- Natalia, 24 år, Stockholm
- Mikaela, 34 år, Göteborg
- Christoffer, 31 år, Kyrkslätt, Finland